# Уваров, Виталий Александрович
Виталий Александрович Уваров (1926 — 2014) — советский радиотехник, дважды лауреат Государственной премии СССР (1970, 1990).
Окончил Московский энергетический институт (1950).
Работал в Отделе радиоаппаратуры лаборатории измерительных приборов (ОРЛИП) (начальник А. Л. Минц) в составе Лаборатории измерительных приборов (ЛИПАН) академика И. В. Курчатова.
В феврале 1951 года в составе Третьего главного управления была образована самостоятельная Радиотехническая лаборатория АН СССР (РАЛАН) под руководством А. Л. Минца.
В 1957 году лаборатория была преобразована в Радиотехнический институт АН СССР (РТИ АН СССР), директором которого назначен А. Л. Минц.
В 1976 году для дальнейшего развития ускорительной техники подразделения, занимавшиеся этой тематикой, были выделены из состава РТИ и образовали Научно-исследовательский институт высокоэнергетических устройств (НИИВЭУ), который в январе 1977 года был переименован в «Московский радиотехнический институт» (МРТИ АН СССР).
С 1963 года начальник лаборатории. В последующем — начальник сектора.
В конце 1950-х годов разработал функциональный преобразователь для точного подбора закона связи частоты с магнитным полем.
В начале 1960-х годов совместно с Ф. А. Водопьяновым и Ю. М. Лебедевым — Красиным разработал ускоряющую систему с прецизионным программированием изменения частоты, с запасом обеспечивающую необходимую точность связи частоты ускоряющего напряжения и величины магнитного поля.
14 октября 1967 г. в Протвино был запущен самый большой в то время протонный синхротрон на энергию 76 ГэВ. В. А. Уваров в числе других главных участников проекта стал лауреатом Государственной премии 1970 года.
В начале 1970-х годов разработал электронно- лучевую систему ЭЛАС, которая позволяла в автоматическом режиме измерять фотографии треков частиц, полученных в камерах «Миробель» и «Скат» с точностью 5 мк.
В 1987 г. была создана установка УРАТ-литотриптер для дистанционного разрушения почечных камней. За эту работу присуждена Государственная премия СССР 1990 года в составе коллектива: Лопаткин, Николай Алексеевич, академик АМН СССР, директор, Симонов, Валентин Яковлевич, зав. отделом НИИ урологии; Шокуров, Михаил Михайлович, нач. отдела, Захаров, Виктор Николаевич, Уваров, Виталий Александрович, нач. секторов, Саушкин, Виктор Сергеевич, нач. отделения МРТИАН; Голубчиков, Владимир Александрович, ведущий уролог 7 ЦВНИАГ; Петухов, Валентин Петрович, нач. отделения ЦНИИ автоматики и гидравлики.
Кандидат технических наук (1964). Старший научный сотрудник (1966).